# مسجد نيرادجى
مسجد نيرادجي أو نيرادجيس (باليونانية: Τζαμί Νερατζέ)‏، (بالتركية: Narenciye Camii)‏، المعروف سابقًا باسم مسجد غازي حسين باشا Gazi Hüseyin Paşa Camii: هو مسجد تاريخي من العصر العثماني يقع في البلدة القديمة في ريثيمنو، كريت، اليونان. وهو الآن بمثابة مدرسة للموسيقى.

## التاريخ
كان المبنى في الماضي ديرًا كاثوليكيًا. بعد فتح ريثيمنو على يد العثمانيين، تم تحويل الدير إلى مسجد، والذي كان يعرف باسم مسجد غازي حسين باشا أو مسجد نيرادجي. وبعد اتفاقية التبادل السكاني بين اليونان وتركيا 1923 ورحيل السكان المسلمين من جزيرة كريت في 1924، تحول المبنى إلى مدرسة للموسيقى.
تم بناء المئذنة في 1890، خلال السنوات الأخيرة من الحكم التركي في كريت، من قبل المهندس جورجيوس داسكالاكيس.

## أنظر أيضا
- الإسلام في اليونان
- قائمة مساجد اليونان
- قائمة المساجد السابقة في اليونان